# Karin Ström
Eva Karin Agnes Ström, född 9 januari 1977 i Kristianstad, är en svensk sångerska, författare och läkare. Hon är dotter till Eva Ström och sondotter till Ingmar Ström.
Karin Ström skrev sin första artikel för Svenska Dagbladet i dess dåvarande fredagsbilaga City 1996 och frilansade under många år för SvD och en rad månadstidningar. Från 2014 studerade hon medicin vid Karolinska Institutet och avlade läkarexamen 2020.

## Musikkarriär
2001 fick hon skivkontrakt med Nettwerk America och ett album spelades in samma år. 2004 gavs en EP ut med fem spår från albuminspelningen. I Sverige släpptes den på EMI med spåret Darling som singel. Kort därefter bröt dock Nettwerk samarbetet, innan albumet kommit ut. Efter uppbrottet med Nettwerk gav hon i april 2006 ut den egenproducerade Sneda ögons EP på egna bolaget Datadamen Records, nu med texter på svenska och en betydligt mer elektronisk ljudbild än tidigare. Den 24 januari 2007 gavs Karin Ströms debutalbum  En saga om en sten ut. Tre år senare, den 20 januari 2010, kom uppföljaren Fantomhalvan. I mars 2013 släpptes dubbelsingeln NY/LA med låtarna New York och Los Angeles, inspelade i Brooklyn med producent Mark Ephraim (Joan as a Policewoman, Sophia Knapp, A Nighthawk). Samma år kom singlarna Stockholm och Montreal.'Den 23 november släpptes Karins tredje fullängdsalbum Till allt som varit dött.' 

## Förlag
2010 startade Ström förlaget Aglaktuq tillsammans med systern Anna Vogel, forskare på institutionen för Nordiska språk vid Stockholms universitet, och Agnes Stenqvist, grafisk designer. Aglaktuq betyder "skriver" på inuitspråket inupiatun som talas i Alaska. Inspirerade av de oberoende skivbolagens gör-det-själv-kultur och den tekniska utvecklingen av bokmediet vill förlaget vara ett nytt alternativ i en bokbransch som urvattnats av monopoltendenser och kortsiktighet. Den 29 september 2010 kom Aglaktuq ut med sina första titlar, Våld av Karin Ström och Den ryska sjalen av Anna Vogel. Våld är Ströms tredje roman.

## Författarskap
Karin Ström romandebuterade 1997 med boken Bensin på förlaget Leander Malmsten, en reseberättelse som speglar en 90-talsgeneration besatt av popmusik. 2000 kom Feber, om en sårbar ung kvinnas törst efter kärlek och hennes kamp för att ge ut sin musik.
2012 kom Ström ut med novellerna Stamtavla (Novellix) och Audition (Aglaktuq). Stamtavla finns, förutom i pappersformat och e-format, även som ljudbok på Spotify. Audition släpptes enbart som e-novell. I april 2017 släpptes Benitosommar, en fortsättning på Bensin och Feber. Benitosommar handlar om sommaren 1999, när huvudpersonen Karin sugs in i ett killgängs intensiva vänskap. Romanen är uppkallad efter pastarestaurangen Benito som tidigare låg på Sibyllegatan.

## Diskografi

### Album
- En saga om en sten (2007)
- Fantomhalvan (2010)
- Till allt som varit dött (2018)

### EP:s
- Karin Ström (2004)
- Sneda ögons EP (2006)

### Singlar
- Darling (2004)
- Psykos (2006)
- Betydelsen av Rum (2007)
- Klaustrofobi (2007)
- Silent night (2008)
- Hon som älskade dig (2009)
- Hackney Downs (2010)
- NY/LA (2013)
- Älskling du är här nu (2018)

### Remixer
- Temposhark Knock Me Out (Karin Ström Remix) från Remixes & Rarities (2009)
- Shout out Louds Fall Hard (Datadamen Remix) (2010)

## Romaner
- Bensin (1997)
- Feber (2000)
- Våld (2010)
- Benitosommar (2017)

## Noveller
- Stamtavla (2012)
- Audition (2012)